# Wheeler, Wisconsin
Wheeler là một làng thuộc quận Dunn, tiểu bang Wisconsin, Hoa Kỳ. Năm 2006, dân số của làng này là 317 người.